# Granatnik RPG-22
RPG-22 „Netto” (ros. РПГ-22 „Нетто”) – radziecki ręczny granatnik przeciwpancerny wprowadzony w 1980-81. Konstrukcja oparta jest na wcześniejszym RPG-18, ale posiada większy kaliber – 72,5 mm. Potrafi przebić pancerz RHA do 400 mm.

## Użytkownicy
- Gruzja[1]
- ZSRR/ Rosja